# Ignacio Jeraldino
Ignacio Jeraldino Jil (Llay-Llay, 6 dicembre 1995) è un calciatore cileno, attaccante dell'Audax Italiano.

## Caratteristiche tecniche
È un attaccante.

## Carriera

### Nazionale
Nel 2015 ha partecipato con la Nazionale Under-20 cilena al Campionato Sudamericano di categoria, disputando 4 partite.